# Giulio Casiraghi
Giulio Casiraghi (Sesto San Giovanni, 18 ottobre 1899 – Milano, 10 agosto 1944) è stato un partigiano italiano.
Di professione operaio elettricista, nel 1921 aderì al Partito comunista. Attivo antifascista, svolse la sua attività clandestina alle Acciaierie Lombarde, all'Alfa Romeo, alla Marelli, alla Breda e tra i militari delle caserme milanesi. Arrestato, Casiraghi fu condannato dal Tribunale speciale nel 1931 a 4 anni di reclusione.
Scontata la pena e ripresa l'attività contro il regime, nel 1935 l'operaio milanese fu di nuovo arrestato. Tornato in libertà, nel 1943 fu tra gli organizzatori dei grandi scioperi del marzo nel capoluogo lombardo. Dopo l'armistizio Giulio Casiraghi partecipò con grande impegno alla Resistenza: organizzò la raccolta di armi e viveri per le formazioni partigiane e provvide alla stampa e alla diffusione dei giornali clandestini. Fu arrestato dalle SS il 12 luglio 1944. Rinchiuso nelle carceri di Monza e a lungo torturato, prima di essere trasferito nel carcere di San Vittore riuscì a scrivere sulla porta della cella un preveggente : "Il mio pensiero alla mia cara moglie e ai miei cari, il mio corpo alla mia fede". Pochi giorni dopo Casiraghi fu prelevato dal carcere milanese e fucilato in Piazzale Loreto con altri 14 partigiani. Sei mesi dopo il sacrificio di Casiraghi, anche il fratello Mario cadeva in Valle Introna, combattendo con i partigiani.
Sulla casa dove i fratelli Casiraghi abitavano, il Comune di Sesto San Giovanni ha fatto apporre, a ricordo, una semplice lapide.
A lui è stato intitolato il liceo del Centro Scolastico del Parco Nord, tra i comuni di Sesto San Giovanni e Cinisello Balsamo.
Giulio Casiraghi è stato sepolto nel cimitero di Sesto San Giovanni.